# Ascaridida
Ascaridida to rząd nicieni obejmujący rodziny:
- Acanthocheilidae
- Anisakidae
- Ascarididae
- Ascaridiidae
- Atractidae
- Cosmocercidae
- Crossophoridae
- Cucullanidae
- Dioctophymatidae
- Goeziidae
- Heterakidae
- Heterocheilidae
- Kathlanidae
- Maupasinidae
- Oxyuridae
- Quimperiidae
- Rhigonematidae
- Schneidernematidae
- Seuratidae
- Soboliphymatidae
- Subuluridae
- Thelastomatidae
- Toxocaridae